# Nelson Barros da Costa
Nelson Barros da Costa (Fortaleza, 13 de outubro de 1963) é um pesquisador, linguista e estudioso brasileiro, conhecido por suas pesquisas sobre discurso literomusical na perspectiva da Análise do Discurso de linha francesa. 
Possui graduação em Letras (1986), especialização em Ensino do Português (1988) e mestrado em Educação Brasileira (1991) pela Universidade Federal do Ceará, doutorado em Linguística Aplicada e Estudos da Linguagem (2001) pela Pontifícia Universidade Católica de São Paulo. Em 2010, realizou estágio pós-doutoral sênior na Universidade Paris-Est-Créteil-Val-de-Marne, sob supervisão de Dominique Maingueneau. É professor titular do Departamento de Letras Vernáculas da Universidade Federal do Ceará, onde atuou no Programa de Pós-Graduação em Linguística. 
Autor dos livros Práticas discursivas: exercícios analíticos (Pontes, 2005), O charme dessa nação: música popular, discurso e sociedade brasileira (Expressão Gráfica e Editora, 2007), Música popular, linguagem e sociedade: analisando o discurso literomusical brasileiro (Editora Appris, 2012), A vida em canção - Música popular brasileira e discurso (Parábola, 2022) e As margens do discurso (Editora Contexto, 2025).